# Total access communication system
Total access communication system, även ETACS, Extended total access communication system, brittisk analog mobiltelefonistandard avsedd för första generationens mobiltelenät (1G) för 900 MHz-bandet. Standarden, som baseras på det amerikanska systemet AMPS, Advanced Mobile Phone Service, medger upp till 1320 kanaler med 25 kHz kanalseparation. TACS lanserades 1985 av Vodafone och Cellnet.